# Myrmotherula ignota
Myrmotherula ignota е вид птица от семейство Thamnophilidae.

## Разпространение
Видът е разпространен в Бразилия, Еквадор, Колумбия, Панама и Перу.